# Gotta Go My Own Way
Pistes de High School Musical 2
You Are the Music in Me Bet On It
Gotta Go My Own Way (Je dois suivre mon propre chemin en anglais) est une chanson issue du téléfilm High School Musical 2 et publiée le 24 septembre 2007 aux États-Unis. La chanson est chantée par Troy Bolton et Gabriella Montez, personnages interprétés par Zac Efron et Vanessa Hudgens.

## Place dans le téléfilm
Troy Bolton, appaté par la promotion comme professeur de golf et la bourse à l'université d'Albuquerque, s'éloigne progressivement de ses amis, comme le désire Sharpay Evans, qui élimine les Wildcats du concours des jeunes talents. Exaspéré par tout cela, Gabriella décide de partir, quand Troy veut la retenir, elle lui dit qu'il a changé, qu'elle est désolée mais qu'elle doit être elle-même. Elle quitte donc le club de lavaspring en chantant, Troy essaie de la retenir, mais en vain.

## Adaptations étrangères
- Paulina Holguín García - Por mi camino iré (espagnol)
- Nikki Yanofsky - Je dois tout faire à ma manière (français)
- Lââm - Savoir qui je suis (français)
- Hime feat. BrandonM - Ku Harus Pergi (indonésien)
- Lissah Martins - Vou ser do jeito que eu sou (portugais)